# Christopher Rhodes
Christopher George Rhodes, tercer Baronet (30 de abril de 1914 – 22 de junio de 1964) fue un actor cinematográfico y televisivo inglés.

## Biografía
Nacido en Alverstone, Inglaterra, Reino Unido, Rhodes era el único hijo de John Phillips Rhodes, 2º Baronet, al que sucedió en el título en 1955. Estudió en el Colegio Eton y en el Magdalen College de Oxford. Durante la Segunda Guerra Mundial sirvió en el Regimiento Essex, alcanzando el empleo de teniente coronel. Fue condecorado con la Croix de guerre 1939-1945 y con la Legión al Mérito estadounidense.
Rhodes empezó su carrera interpretativa tras la guerra. Entre sus actuaciones televisivas destacan las que hizo para The Quatermass Experiment, Danger Man, Dixon of Dock Green y El Santo.
Rhodes se casó dos veces, la primera con Mary Kesteven en 1936, divorciándose en 1942, y la segunda con Mary Florence Wardleworth en 1943, con quien tuvo dos hijos y una hija.
Christopher Rhodes falleció en 1965 en su domicilio en Blakeney, Inglaterra. 

## Filmografía seleccionada
- Becket (1964).... Barón
- The Cracksman (1963).... Mr. King
- Lancelot and Guinevere (1963).... Ulfus
- El Cid (1961).... Don Martín
- Los cañones de Navarone (1961).... Cañonero alemán
- Gorgo (1961).... McCartin
- A Terrible Beauty (1960).... Tim Malone
- Shake Hands with the Devil (1959).... Coronel Smithson
- Tiger Bay (1959).... Insp. Bridges
- The Lady Is a Square (1959).... Greenslade
- Operation Amsterdam (1959).... Alex
- Dunkirk (1958).... Sargento en la playa
- Ill Met by Moonlight (1957).... General Bräuer
- Tiger in the Smoke (1956).... Inspector Jefe Luke
- The Colditz Story (1955).... 'Mac' McGill
- Betrayed (1954).... Chris